# AD Brasil Futuro
Die Associação Desportiva Brasil Futuro, auch bekannt als Sorocaba Futsal ist ein Futsalklub aus Sorocaba im brasilianischen Bundesstaat São Paulo. Er war durch Sponsoren auch bekannt als Futsal Brasil Kirin und nach seinem aktuellen Magnus Futsal.

## Geschichte
Brasil Futuro wurde am 15. Juli 2013 von dem Unternehmen TFW Marketing Esportivo gegründet. Im September 2013 der Klub eine Partnerschaft mit Brasil Kirin ein.
Für die Saison 2014 wurde das Team um Falcão, einen der besten Futsalspieler der Welt, aufgebaut. Der Klub kaufte sich in dem Jahr ein Franchise zur Teilnahme an der Liga Nacional de Futsal (LNF), einer nationalen Futsalmeisterschaft. In der Vorrunde der Liga Nacional de Futsal 2014 erreichte Brasil Kirin den fünften Platz und kämpfte sich bis in die Finalspiele im Dezember. Hier hieß der Gegner ADC Intelli. Nach einem 4:2-Sieg im Hinspiel, endete das Rückspiel 2:5, so dass die Entscheidung in der Verlängerung gefunden werden musste. Diese konnte Brasil Kirin mit 4:3 für sich entscheiden und der Klub seinen ersten Titel feiern. Nur zwei Tage später konnte auch den Titelgewinn in der Liga Paulista de Futsal, der regionalen Futsalmeisterschaft, feiern. Hier war auch Intelli der Konkurrent, nach dem 6:3-Hinspielsieg, folgte im Rückspiel ein 4:3-Erfolg.
Der Erfolg in der LNF qualifizierte Brasil Kirin zur Teilnahme an der Copa Libertadores 2015. In dem Turnier trat der Klub in der Gruppe A der Gruppe Süd an, deren Spiele in Asuncion stattfanden. Hier debütierte man am 2. Mai gegen den CD Palestino aus Chile. Der 7:1-Sieg sollte nicht der einzige Erfolg bleiben, auch seine drei weiteren Gruppenspiele gewannen die Brasilianer und zogen damit ins Halbfinale der Gruppe Süd ein. Halbfinalgegner waren die Landsleute vom JEC Krona Futsal, welche mit 4:1 besiegt wurden. Im Gruppenfinale ging es dann gegen Boca Juniors aus Argentinien. Man blieb in der Erfolgsspurt und setzte sich mit 5:3 durch. Somit stand Brasil Kirin im Finale gegen den Sieger der Gruppe Nord Real Bucaramanga aus Kolumbien. Die beiden Treffen am 4. und 5. Dezember fanden in São Paulo statt. Beide gewann Brasil Kirin mit 5:1 und 4:2.
Trotz der Erfolge und eines laufenden Vertrages bis Jahresende 2016 kündigte Kirin die Partnerschaft im Dezember 2015. Neuer Sponsor wurde im Januar 2016 Adimax Pet ein auf Futtermittel spezialisiertes Unternehmen. Der Klub tritt seitdem unter dem Werbenamen Magnus Futsal an.
Der Titelgewinn in der Copa Libertadores brachte Magnus Futsal zum Futsal-Weltpokal 2016. Der Klub begann in der Gruppe B mit drei Wettbewerbern, im Streit um die ersten zwei Plätze, welche für das Achtelfinale qualifizierten. Magnus besiegte Benfica Lissabon mit 4:2, verlor gegen den al-Rayyan SC mit gleichem Ergebnis und spielte 1:0 gegen Inter FS. Damit wurde der Klub Zweiter seiner Gruppe. Im Achtelfinale musste man gegen den FC Barcelona antreten. Nachdem das Spiel 3:3 geendet hatte, fiel die Entscheidung im Sechsmeterschießen. Dieses gewann Magnus mit 3:1 und traf im Finale auf den zweiten brasilianischen Turnierteilnehmer Carlos Barbosa. Dieser konnte mit 4:3 in der Verlängerung besiegt werden. Die reguläre Spielzeit war mit 1:1 abgeschlossen worden. Seitdem hat der Klub diverse weitere nationale und internationale Erfolge feiern können.
In der Liga Nacional de Futsal 2024 begab es sich, dass Brasil Futuro nach dem Achtelfinalhinspiel gegen Futsal São Lourenço disqualifiziert wurde. Der Klub hatte einen Spieler irregulär aufgestellt.

### Erfolge

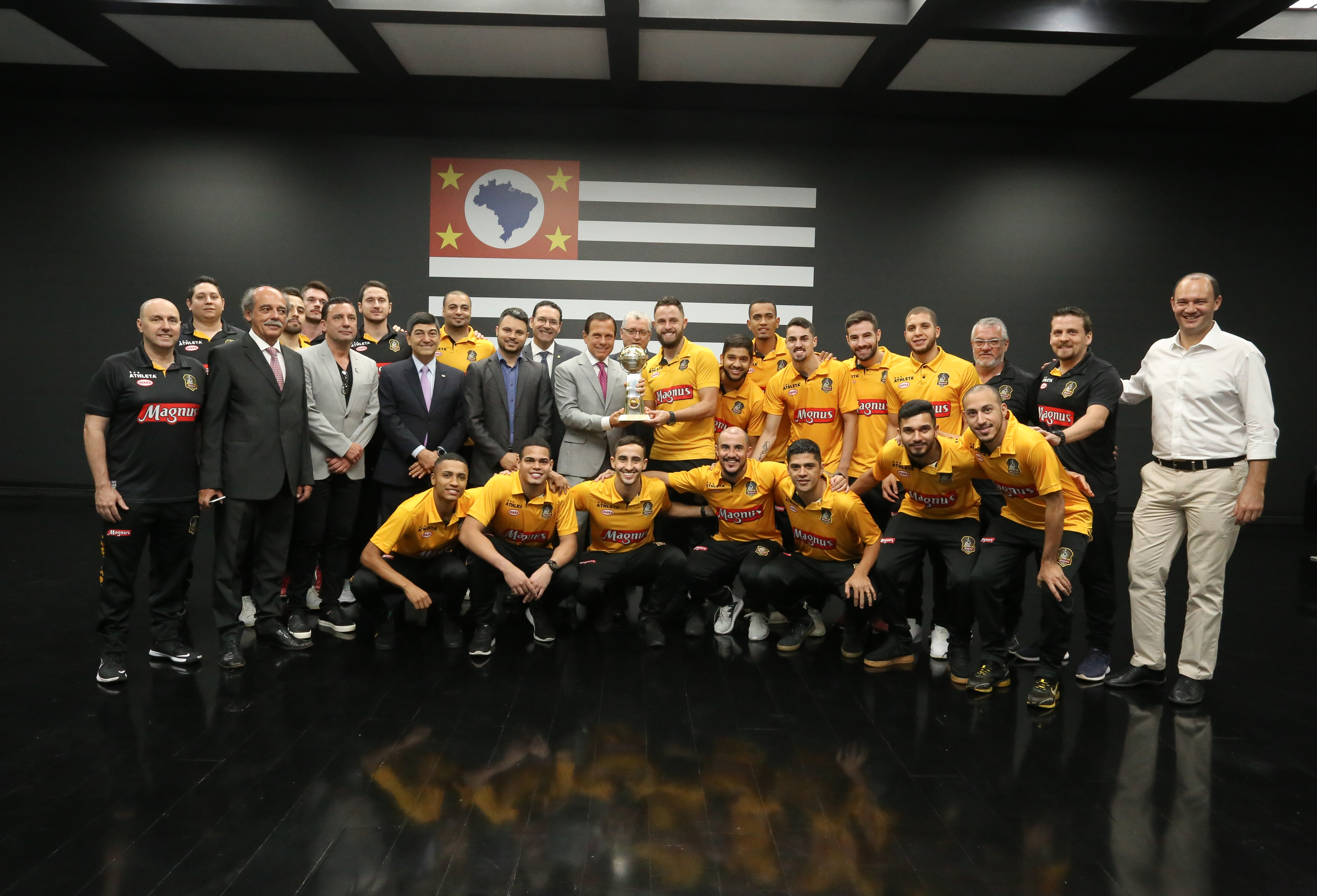
Kader Futsal-Weltpokal 2019

- Futsal-Weltpokal: 2016, 2018, 2019
- Copa Libertadores: 2015, 2024
- Liga Nacional de Futsal: 2014, 2020
- Taça Brasil de Futsal: 2021
- Copa do Brasil de Futsal: 2023
- Supercopa do Brasil de Futsal: 2018, 2021, 2024
- Campeonato Paulista de Futsal: 2020, 2021, 2023, 2024
- Liga Paulista de Futsal: 2014, 2017